# Елдхоуз Пол
Елдхоуз Пол (англ. Eldhose Paul, нар. 7 листопада 1996) — індійський легкоатлет, який спеціалізується в потрійному стрибку.

## Спортивні досягнення
Чемпіон Ігор Співдружності у потрійному стрибку (2022).
Чемпіон Індії з потрійного стрибку (2021).